# Sticky Fingaz
Kirk Jones (født 3. november 1973 i Brooklyn, New York City, i New York i USA), kendt professionelt som Sticky Fingaz, er en amerikansk rapper og skuespiller. Han er medlem af hardcore rapgruppen Onyx.

## Barndom
Jones voksede op i et fattigt kvarter og befandt sig i sin ungdom på kant med loven med narkotika og prostituerede og blev sat i fængsel tre gange. I 2007 betroede han til New York Times: "Jeg havde brug for at hævde mig selv som en gangster for at få mine budskaber igennem mine sange, jeg har nu helt brudt med dette miljø, mens de andre stadig befinder sig i det den dag i dag".

## Sangkarriere
1991 dannede Jones i New York-bydelen Queens rapgruppen Onyx sammen med hans fætter Fredro Starr. I 1993 udgav gruppen deres debutalbum Bacdafucup, der udviklede sig til en kommerciel succes og blev multi-platin. Den første single, slam, var i stand til at tilfredsstille både fans og anmeldere, og Jones, der viste sig under pseudonymet Sticky Fingaz, blev hædret for sine tekster, samt for sit aggressive og rå rap-flow. Jones tårnede sig op over de andre medlemmer af gruppen for hans popularitet og hans evner med en mikrofon.
Jones har siden udgivet fire albums med Onyx, og to album som solokunstner. Hans første værk er fra 2001 og blev kaldt Sorte Trash: The Autobiography of Kirk Jones, et koncept album, som så på den fiktive livshistorie af Jones. På det tidspunkt var hans album godt modtaget af kritikerne, og kom frem til en kommerciel succes af kendte kunstnere som: Eminem, Raekwon, Redman og Canibus, der alle var repræsenteret på hans album. I 2003 udgav han sit andet album, kaldet Decade: ...but wait it gets worse som dog ikke fik så meget opmærksomhed som debutalbummet. Den 18. august blev hans tredje og sidste album A Day In The Life udgivet.
Sticky Fingaz har han også arbejdet sammen med forskellige rappere, herunder Eminem på hans The Marshall Mathers LP, og Snoop Dogg på No Limit Top Dogg, samt med Big Pun, Mobb Deep, DMX, Xzibit, Redman, Method Man, 50 Cent und Biohazard.

## Skuespillerkarriere
Jones begyndte sin filmkarriere i midten af 1990'erne med gæsteoptrædener i tv-serier og før han overtog dele af større biroller i tv-serier. Han spillede en mindre rolle i komedien Ride i 1998 og rollen som Jeremy i Flight of the Phoenix fra 2004. I 2006 spillede han den mandlige hovedrolle i Blade: The Series er kendt af et bredere internationalt publikum.
Han er også en spilbar figur i kampspillet Def Jam: Fight for NY fra 2004 til Xbox og Playstation 2 og Def Jam: Icon fra 2007 til Xbox 360 og Playstation 3.
Han har også skrevet og instrueret independant filmene A Day in the Life (2009) og Caught on Tape (2010).

## Diskografi
Med Onyx 
- 1992: Bacdufucup
- 1994: All We Got Iz Us
- 1998: Shut 'Em Down
- 2002: Bacdufucup II
- 2003: Triggernometry

 Som Solokunster 
- 2001: Black Trash: The Autobiography of Kirk Jones
- 2003: Decade "...but wait it gets worse"
- 2009: A Day In The Life

## Filmografi
- House of the Dead 2: Dead Aim (2005)
- Flight of the Phoenix (2004)
- Leprechaun: Back 2 tha Hood (2003)
- Reality Check (2002)
- MacArthur Park (2001)
- Lift (2001)
- Lockdown (2000)
- Next Friday (2000)
- Black and White (1999)
- Game Day (1999)
- In Too Deep (1999)
- Ride (1998)
- Dead Presidents (1995)
- Clockers (1995)

### Videospil
- Def Jam: Fight for NY (2004) som Sticky (Himself)
- Def Jam: Icon (2007) som Wink